# Correbia obscura
Correbia obscura là một loài bướm đêm thuộc phân họ Arctiinae, họ Erebidae.